# Südwestfront (Rote Armee)
Die Südwestfront (russisch Юго-Западный фронт) war ein Großverband der Roten Armee während des Zweiten Weltkriegs. Die Front wurde nach dem deutschen Angriff auf die Sowjetunion am 22. Juni 1941 aus dem Kiewer Besonderen Militärbezirk gebildet und bestand zunächst bis zum 12. Juli 1942. Am 22. Oktober 1942 erfolgte die Neuformierung, und am 20. Oktober 1943 erhielt die Front die Bezeichnung 3. Ukrainische Front unter der sie bis Kriegsende weiter bestand.

## Erste Formation
Die Südwestfront wurde nach der deutschen Invasion im Juni 1941 aufgestellt und hatte den Auftrag, den 865 km langen Abschnitt der Westgrenze der Sowjetunion von Wlodawa am Pripjat bis Lipanky am Pruth an der Grenze zu Rumänien gegenüber der deutschen Heeresgruppe Süd zu sichern. Die Front schloss mit dem rechten Flügel im Raum Włodawa an die Westfront und mit dem linken Flügel zur Südfront an, deren Front bis nach Odessa reichte. Dem Frontkommando waren die 5., 6., 12. und 26. Armee sowie eine Vielzahl von kleineren Einheiten unterstellt. Nach Kriegsausbruch erhielt die Front zusätzlich die 18. Armee aus der Reserve der Stawka zugewiesen. In der Kesselschlacht bei Uman und der Schlacht um Kiew im August und September 1941 wurde die Front größtenteils eingekesselt und vernichtet. In dieser Zeit wurde die Südwestfront von Armeegeneral Michail Kirponos kommandiert, diesem wurde aber von der Stawka Marschall Semjon Budjonny und dessen Politoffizier Nikita Chruschtschow als Aufsicht zugeteilt.
Noch während der Kämpfe um Kiew wurde die Südwestfront mit neuen Kräften aufgefüllt. Zur Zeit der Schlacht um Moskau wurde sie von Marschall Semjon Timoschenko befehligt und umfasste die 40., 21., 38. und 6. Armee.
Vom 12. bis 16. Mai 1942 überschritten mehrere Verbände Timoschenkos (6., 9., 38. und 57. Armee) den Donez zwischen Balakleija und Slawjansk und wurden in der Schlacht um Charkow abgeschnitten und gerieten großteils bis Ende Mai in deutsche Gefangenschaft. Am 12. Juli 1942 wurde die Südwestfront im Zuge der deutschen Don-Offensive zunächst aufgelöst und ihre Truppen auf die neu begründete Stalingrader Front und die Südfront aufgeteilt.

## Zweite Formation
Am 22. Oktober 1942 wurde die Südwestfront unter dem Kommando von Generalleutnant Nikolai Watutin aus Reserve-Armeen neugebildet und hatte während der Schlacht um Stalingrad den Auftrag, am 19. November mit dem rechten Flügel der Donfront (21. Armee) die entscheidende Operation Uranus und am 16. Dezember 1942 die Operation Saturn am mittleren Don einzuleiten. Nach der Kapitulation der deutschen 6. Armee wurde die Front unaufhaltsam vom Don zum Donez vorgeschoben. Ende Januar 1943 wurde eine Panzergruppe unter Markian Popow mit vier Panzerkorps (4. Garde-, 3., 10. und 18. Panzerkorps) aufgestellt um den Durchbruch nach Pawlograd zu führen. Im Zusammenwirken mit der 6. Armee (Generalleutnant Fjodor Charitonow) gelang es Watutins Truppen, die deutsche Front am oberen Donez auf fast 100 Kilometer Breite aufzureißen und bis auf 60 Kilometer Distanz auf Dnepropetrowsk durchzubrechen. Die Panzergruppe Popow wurde Ende Februar zwar durch deutsche Gegenangriffe großteils zerschlagen, ermöglichte es aber der nördlicher vorgehenden Woronescher Front, die Stadt Charkow Mitte Februar 1943 zu befreien. Nachdem es den Armeen der Südwestfront gelungen war, festen Fuß am Westufer des Dnjepr zu fassen, wurde sie schließlich am 20. Oktober 1943 in 3. Ukrainische Front umbenannt.

## 3. Ukrainische Front

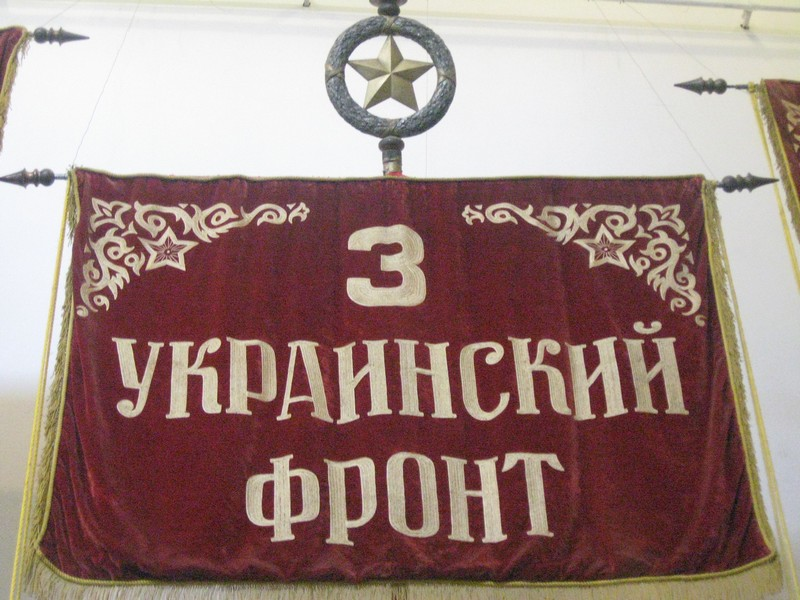

Unter dem Befehl von Armeegeneral Rodion Malinowski befreite die Front die Dnjeprlinie zwischen Dnjepropetrowsk und Saporischschja.
Im Mai 1944 wurde Marschall Fjodor Tolbuchin Befehlshaber der 3. Ukrainischen Front. Er stand im August 1944 in der Operation Jassy-Kischinew der deutschen Heeresgruppe Südukraine gegenüber und brach durch das östliche Rumänien nach Siebenbürgen durch.
Anfang März 1945 bestanden ihre schon schwer dezimierten Armeen aus 400.000 Soldaten, 400 Panzern und 7.000 Geschützen und Granatwerfern. Sie drängte den Gegner zusammen mit der nördlich von ihr vorrückenden 2. Ukrainischen Front (Marschall Rodion Malinowski) über Ungarn und das Burgenland zurück, bis sie im Zuge der Wiener Operation am 13. April 1945 Wien eroberte. Bis zum 23. April eroberte sie den Wienerwald. Siehe dazu auch Kampf um Alland.
Am 8. Mai 1945 traf sie in Erlauf in Niederösterreich auf die Truppen der USA.

## Frontkommando

### 1. Formation
- Generaloberst Michail Kirponos (Juni–September 1941; gefallen)
- Marschall der Sowjetunion Semjon Timoschenko (September 1941 bis Dezember 1941)
- Dezember 1941 bis April 1942 Generalleutnant Fjodor Kostenko
- Marschall der Sowjetunion Semjon Timoschenko (April–Juli 1942)
- Divisionskommissar Jewgeni Rykow (Mitglied des Militärrats, Juni–August 1941)
- Sekretär des ZK der Ukrainischen KP Michail Burmistenko (Mitglied des Militärrats, August–September 1941)
- Sekretär des ZK der Ukrainischen KP Nikita Chruschtschow (Mitglied des Militärrats, September 1941 bis Juli 1942)
- Divisionskommissar Kusma Gurow (Mitglied des Militärrats, Januar–Juli 1942)
- Generalleutnant Maxim Purkajew (Chef des Stabes, Juni–Juli 1941)
- Generalmajor Wassili Tupikow (Chef des Stabes, Juli–September 1941)
- Generalmajor Alexander Pokrowski (Chef des Stabes, September–Oktober 1941)
- Generalmajor Pawel Bodin (Chef des Stabes, Oktober 1941 bis März 1942) (seit November 1941 Generalleutnant)
- Generalleutnant Howhannes Baghramjan (Chef des Stabes, April–Juni 1942)
- Generalleutnant Pawel Bodin (Chef des Stabes, Juni–Juli 1942)

### 2. Formation
- Generalleutnant Nikolai Watutin (Oktober 1942 bis März 1943) (seit Februar 1943 Armeegeneral)
- Generaloberst Rodion Malinowski (März–Oktober 1943) (seit April 1943 Armeegeneral)
- Korpskommissar Alexei Scheltow (Mitglied des Militärrats, Oktober 1942 bis Oktober 1943) (seit Dezember 1942 Generalleutnant)
- Generalmajor Grigori Stelmach (Chef des Stabes, Oktober–Dezember 1942)
- Generalmajor Semjon Iwanow (Chef des Stabes, Dezember 1942 bis Mai 1943) (seit Januar 1943 Generalleutnant)
- Generalmajor Feodosi Korschenewitsch (Chef des Stabes, Mai–Oktober) (seit September 1943 Generalleutnant)

### 3. Ukrainische Front
- Armeegeneral Rodion Malinowski (Oktober 1943 bis Mai 1944)
- Armeegeneral Fjodor Tolbuchin (Mai 1944 bis Kriegsende) (seit September 1944 Marschall der Sowjetunion)
- Generalleutnant Alexei Scheltow (Mitglied des Militärrats, Oktober 1943 bis Kriegsende) (seit September 1944 Generaloberst)
- Generalleutnant Feodosi Korschenewitsch (Chef des Stabes, Oktober 1943 bis Mai 1944)
- Generaloberst Sergei Birjusow (Chef des Stabes, Mai–Oktober 1944)
- Generalleutnant Semjon Iwanow (Chef des Stabes, Oktober 1944 bis Kriegsende) (seit April 1945 Generaloberst)

## Gliederung 3. Ukrainische Front
| Datum         | Unterstellte Einheiten                                                                                    |
| ------------- | --- |
| 1. April 1945 | 1. Armee (Bulgarien), 57. Armee, 27. Armee, 26. Armee, 9. Gardearmee, 6. Garde-Panzerarmee, 4. Gardearmee |